# Molí del Vilella
El Molí del Vilella és una obra de Copons (Anoia) inclosa a l'Inventari del Patrimoni Arquitectònic de Catalunya.

## Descripció
Posteriorment aquest molí fou transformant en habitacle i actualment fa les funcions de cantina, poc queda del molí.
Edifici de planta rectangular de dos pisos. La Coberta és a dues aigües amb el carener paral·lel a la façana principal a banda llarga. Els cantonades dels murs estant reforçades amb pedres ben tallades. L'entrada é un arc adovellat. Té afegit un cos més baix.

## Història
Hi ha la inscripció: " + / JHS / 1668 / ANY CRIST".